# 盐井街道 (盐源县)
盐井街道（彝語北部方言： yiep ji jie gga），原为盐井镇，是中华人民共和国四川省凉山彝族自治州盐源县下辖的一个乡镇级行政单位。2020年6月，撤销盐井镇、双河乡，设立盐井街道，以原盐井镇太平街社区、政府街社区、润盐东街社区、水草坝村、菜园子村、盐灶村、太安村、太平村、鱼脊梁村和原双河乡潘家坝村、黄沙沟村、凤凰山村（3、4、5、6、7、8、10组）、五洞桥村（1至6组）所属行政区域为盐井街道的行政区域，原盐井镇花碉村、三根桥村，蔡家坪村、盐河村、拦河村、大槽村、公母山村、刘家坪村、泡尔湾村、龙口河村所属行政区域为润盐镇的行政区域。

## 行政区划
盐井街道下辖以下地区：
润盐东街社区、政府街社区、太平街社区、水草坝社区、鱼脊梁村、太安村、黄沙沟村、太平村、菜园子村。